# Thomas van Aalten
Thomas van Aalten (Huissen, 26 september 1978) is een Nederlandse schrijver en journalist.

## Levensloop
Opgegroeid in een nieuwbouwwijk in Huissen (bij Arnhem), vertrekt Van Aalten in 1996 naar Amsterdam. In een van de flats aan de randen van Amsterdam schrijft hij het verhaal "Thans gaan de treinen een andere kant op en dat is dus vandaag" waarmee hij debuteert in Zoetermeer (1997), terwijl hij aan de Hogeschool Holland in Diemen in 2001 zijn diploma haalt aan de opleiding Tekstschrijven, een specialisatie van de opleiding Communicatie. 2001 is het laatste officiële jaar van de opleiding Tekstschrijven. Van Aalten krijgt les van schrijvers en dichters als Sipko Melissen en Fetze Pijlman. Deze laatste was een van de tekstschrijvers voor Sesamstraat, De Stratemakeropzeeshow en Klokhuis. Als Van Aalten in 2001 zijn diploma haalt, is zijn debuutroman Sneeuwbeeld al verschenen.
Het gezinsleven van Van Aalten wordt onderwerp van een reeks stukken voor het Volkskrant Magazine in 2022. Hij portretteert zijn mozaïek-gezin met 3 kinderen van twee eerdere relaties en de twee kinderen die zijn nieuwe vriendin meebrengt.

## Werk
In 2001 begint Van Aalten als redacteur bij het VPRO-tv-programma Waskracht!, en later ook voor 3voor12, waar hij tot 2007 online nieuws, recensies en interviews schrijft. In 2004 en 2005 draagt Van Aalten als literair recensent bij aan de Republiek Der Letteren van het tijdschrift Vrij Nederland door enkele recensies te schrijven van veelal Amerikaanse romans. In deze periode is Van Aalten ook actief voor Vara TV Magazine, waar hij als freelancer publiceert over televisie en film. In 2008 begint hij weer te schrijven voor Vrij Nederland. In 2009 schrijft hij als freelancer over onder andere onderwijs voor de Volkskrant Banen.
Zijn werkzaamheden lopen inmiddels uiteen van korte polemieken voor websites en tijdschriften tot literaire romans, scenario's en uitgesponnen 'serieuze' artikelen. Van Aalten is sinds 2009 als docent verbonden aan de opleiding Media, Informatie en Communicatie van de Hogeschool van Amsterdam. In die hoedanigheid publiceert Van Aalten het handboek Crossmediale journalistiek (augustus 2010) bij Boom Onderwijs. Na een periode bij de iPabo in 2022, is Van Aalten sindsd 2023 weer werkzaam aan de HvA bij de opleiding AMFI.

## Opinie
Vanaf 2005 tot 2015 schrijft Thomas van Aalten geregeld opiniestukken in de Volkskrant en op de website Sargasso. Voornaamste onderwerpen zijn onderwijs en (links-liberale) politiek. 
Hij nam bijvoorbeeld op de opiniepagina van de Volkskrant van 17 november 2008 stelling tegen een al te blinde 'docentencultuur' in het voortgezet onderwijs. Van Aalten stelde in dit artikel dat de autodidactiek en creativiteit van de leerling worden onderschat.
Op het weblog Sargasso, schrijft Van Aalten over politiek en cultuur, waar hij zich regelmatig kritisch uitlaat over rechtse politici als Geert Wilders. In 2006 stond Van Aaltens naam in een advertentie in de Volkskrant naast onder anderen Herman van Veen en Herman Finkers als steunbetuiging aan de politieke partij GroenLinks ten tijde van de verkiezing voor de Tweede Kamer. Hij neemt steeds vaker afstand van andere linkse partijen, zoals de PvdA en SP. In september 2009 praat hij zelfs over een liberale heilstaat als ideaal, waarin GroenLinks een coalitie zou vormen met D66 en VVD.
De belangrijkste artikelen over politiek, media, popcultuur en onderwijs die op Sargasso verschenen zijn in januari 2010 samengevoegd als de essaybundel De Alwetende Eenling, die als (gratis) pdf-download verscheen op de site van Van Aalten. Op 7 september 2010 verscheen op de opiniesite Joop.nl het artikel Moeder, ben ik wel links?, waarin Van Aalten twijfels uit over het initiatief van Een Ander Nederland.

## Media-satire
Van Aalten bedrijft ook media-satire in verschillende media. Tijdens een uitzending in 2007 van Tijd voor Tien, een amusementsachtig programma dat in de middag uitgezonden werd door Talpa, haalde Van Aalten onverwachts in het gesprek Jean Baudrillard aan om aan te tonen in wat voor een 'mediadecor' hij verzeild was geraakt. 
In een uitzending van het VPRO-radioprogramma De Avonden op 25 juli 2008 deed hij zich in een telefoongesprek met dichteres Vrouwkje Tuinman voor als de 'Limburgse dichter Rimmert Boning met relatieproblemen'. Men veronderstelde daadwerkelijk een onbekende dichter aan de lijn te hebben.
Van 2007 tot 2008 schrijft en acteert hij voor een vroeg videokanaal Tunnelvisie. Wekelijkse korte sketches worden afgewisseld met onder andere parodieën op de televisie-zender Het Gesprek, jury-tafels en een real-life soap. De soap volgt De Aal (Thomas’ oom, bekend van de carnavalskraker Een barg die hé un krul in de steert). Als die vervolgens bij DWDD en Hart van Nederland wordt uitgenodigd, kan dit materiaal op Baudrillaardse wijze in een volgende aflevering van de serie gemonteerd worden, zodat de Aals revival ‘echt’ wordt.

### Romans
- Sneeuwbeeld (2000)
- Tupelo (2001)
- Sluit deuren en ramen (2003)
- Coyote (2006)
- De onderbreking (2009)
- De schuldigen (2011)
- Leeuwenstrijd (2014)
- Henry! (2016)
- Een vrouw van de wereld (2020)
- Voorstad (2022)

### Novelle
- Costa del Satan (2002)

### Non-fictie
- De Alwetende Eenling: Essays 2009 (januari 2010), bundeling van artikelen voor Sargasso, alleen verschenen als pdf
- Crossmediale journalistiek (augustus 2010)
- Schrijf je eigen literaire roman (maart 2022, Kobo)

## Televisie
- 2001: Dum Dum Boys (regie: Marcel Visbeen)
- 2001-2003: Waskracht! (redacteur-regisseur)

## Films
- 2007: L'amour toujours (regie: Edwin Brienen)
- 2009: Phantom Party (regie: Edwin Brienen)